# Février 1973

## Évènements
- Vague de grèves au Royaume-Uni ; reprise des négociations entre le Vatican et la Tchécoslovaquie ; tensions entre les États-Unis et Hanoï.
- Le président de la République de l'Uruguay Juan María Bordaberry accepte la création d’un Conseil de sécurité nationale (COSENA), composé de militaires, qui va s’imposer petit à petit comme le vrais centre du pouvoir.
- Au Pérou, Le président Juan Velasco Alvarado tombe malade[1] tandis que l’agitation sociale est ascendante.
- Crise de subsistance en Inde. Le gouvernement indien nationalise le commerce des grains.

- 1er février : 
  - Reprise des relations entre les Égyptiens et les Soviétiques. Une mission militaire soviétique en visite au Caire.
  - Visite de Edward Heath, Premier ministre britannique, aux États-Unis.

- 2 février : mesures de contrôle des changes en Allemagne pour contrer l'afflux de dollars.

- 3 février : la Mauritanie déclare caducs ses accords avec la France.

- 4 février : l'Union socialiste arabe (parti unique) procède à une épuration en Égypte.

Protestation des  corses contre le déversement des boues rouges, résidus chimiques, par la société Montedison au large du cap Corse.
- 5  février : 
  - manifeste de 331 médecins affirmant qu'ils ont pratiqué ou favorisé des avortements. Pétition de 206 personnalités demandant la réforme de la législation en vigueur. Le ministère de la justice et l'Ordre des médecins n'ont engagé aucune poursuite.
  - Dissolution du Parlement en Irlande du Nord.
  - Réunion à Paris des délégués de Saïgon et du GRP.

- 6 février : incendie du CES  Édouard-Pailleron à Paris. 22 morts. Mise en cause de la construction.

- 7 février : 
  - Discussions au Proche-Orient (Jordanie, Égypte, Union soviétique, États-Unis);
  - Troubles en Ulster.

- 8 février : 
  - Troubles à Saint-Domingue : l'ancien président Juan Bosch, chef du parti révolutionnaire, prend le maquis;
  - Chypre : élection de monseigneur Makários à la présidence.
  - Déclarations contestées du président Pompidou au sujet de l'éventuelle victoire de la gauche aux législatives.
- Le Sénat ouvre une commission d'enquête sur le scandale du Watergate.

- 9 février : 
  - 70 États reconnaissent la République démocratique allemande (RDA).
  - Uruguay : l'armée impose des réformes.
- 11 février : 
  - réunion des ministres de l'économie et des finances de France, Allemagne, Italie et Royaume-Uni au sujet de la crise monétaire (chute du dollar). Fermeture des marchés des changes.
  - Formule 1 : Grand Prix automobile du Brésil.

- 12 février : 
  - Dévaluation du dollar de 10 %.
  - Libération des prisonniers américains au Viêt Nam.
  - Les supersoniques sont accusés de détruire la couche d'ozone.
  - Accord de cessez-le-feu entre le Royaume du Laos et le Pathet Lao, mettant un terme à la guerre civile laotienne.
  - Le Royaume-Uni, l'Italie et l’Irlande optent pour le flottement autonome de leur monnaie à la suite de la dévaluation du dollar. La livre sterling se dévalue de 20 % en quatre ans. Le taux d’inflation atteint 7 % en Italie. La RFA doit réévaluer le Deutsche Mark à deux reprises (mars et juin) pour assurer la survie du serpent monétaire européen.

- 14 février : 
  - Réouverture des marchés des changes.
  - Mouvement de grève en Grande-Bretagne lancé par les 47 000 employés du gaz.

- 15 février : 
  - épreuve de force au Pakistan entre le président Ali Bhutto et le parti Awani qui soutient les séparatistes du Baloutchistan.
  - Nouveaux accords entre la France et la Mauritanie.

- 17 février : le clergé espagnol critique le gouvernement pour son autoritarisme.

- 18 février : arrivée du Rallye de Suède.

- 19 février : 
  - Plan anti-inflation en République fédérale d'Allemagne.
  - Le cercueil de Philippe Pétain est dérobé en France.
  - Tournée d'Henry Kissinger en Asie (Pékin, Hanoï, Tokyo). Entretiens avec Kakuei Tanaka.
  - Canada : Pierre Elliott Trudeau propose un budget lui assurant le soutien des petits partis.

- 20 février : durcissement de la position des États-Unis en matière de commerce international.

- 21 février : 
  - La  chasse israélienne abat un avion de ligne libyen qui survolait par erreur les territoires occupés : une centaine de morts sont à déplorer.
  - Adhésion de l'Union soviétique à la Convention universelle sur le droit d'auteur signée à Genève en 1952.

- 22 février : 
  - Paix au Laos entre le gouvernement de Vientiane, soutenu par les États-Unis, et le Pathet Lao, mouvement procommuniste.
  - Conversations entre les États-Unis et l'Égypte sur la réouverture du Canal de Suez.
  - Chute vertigineuse du dollar.
  - Attentats et troubles en Argentine. Les élections sont maintenues au 11 mars.

- 24 février : visite de Léonid Brejnev en Tchécoslovaquie pour l'anniversaire du coup de Prague.

- 25 février : le président Omar Bongo remporte l'élection au Gabon avec 99,6 % des voix.

- 26 février : la Conférence Internationale sur le Viêt Nam se réunit à Paris.

- 27 février : 200 Sioux Oglalas de l'American Indian Movement occupent le village de Wounded Knee (Dakota du Sud) pour protester contre les conditions de vie dans les réserves et pour exiger que l’on reconnaisse leurs droits et leurs terres. Ils résistent pendant 71 jours et obtiennent le réexamen du traité de 1868.

- 28 février : victoire de l'opposition aux élections générales anticipées en république d'Irlande.

## Naissances
- 1er février : Yuri Landman, luthier expérimental, créateur de bande dessinées, musicien, chanteur
- 3 février : Ilana Sod, journaliste mexicaine.
- 4 février : Manny Legace, joueur canadien de hockey sur glace.
- 11 février : Varg Vikernes, chanteur et compositeur norvégien.
- 12 février : 
  - Tara Strong, actrice canadienne.
  - Saulos Chilima, homme d'État malawite († 10 juin 2024).
- 13 février : Nicolas Langelier, auteur, journaliste et éditeur canadien.
- 18 février : Claude Makélélé, footballeur et entraîneur français.
- 21 février : Elsa Girardot, escrimeuse française.
- 25 février : Hélène de Fougerolles, actrice française.
- 27 février : Derek Cormier, joueur canadien de hockey sur glace.
- 28 février : 
  - Eric Lindros, joueur canadien de hockey sur glace.
  - Bouchra Melouany, lutteuse marocaine.
  - Nicolas Minassian, pilote d'endurance français.
  - Natallia Safronnikava, athlète biélorusse.

## Décès
- 3 février : André Barsacq, metteur en scène et directeur de théâtre français.
- 15 février : Achille Liénart, cardinal français, évêque de Lille (° 7 février 1884).
- 18 février :
  - Frank Costello, mafieux américain d'origine italienne (° 26 janvier 1891).
  - Manuel Dos Santos, matador portugais (° 11 février 1925).
- 20 février : Lucien Raimbourg, comédien français.
- 22 février : Jean-Jacques Bertrand, ancien Premier ministre du Québec.